# سياسة الهند
```
الهند
 هي 
جمهورية
 
ديمقراطية
 برلمانية اتحادية، حيث 
رئيس الهند
 هو 
رئيس الدولة
 
ورئيس وزراء الهند
 هو رئيس الحكومة المركزية. وتتبع الهند نظام الحكم المزدوج، أي الحكومة المزدوجة التي تتألف من السلطة المركزية في المركز والدول الواقعة في الأطراف. ويحدد الدستور سلطات المنظمة وقيودها على كل من الحكومة المركزية وحكومات الولايات، وهو معترف به جيدا، جامد ويعتبر أعظم؛ أي قوانين الأمة يجب أن تتفق معها.
```

وهناك حكم بشأن مجلس تشريعي يتألف من مجلسين يتألف من مجلس أعلى، أي راجيا سابها، التي تمثل ولايات الاتحاد الهندي ومجلس النواب أي لوك سابها، الذي يمثل شعب الهند ككل. وينص الدستور الهندي على سلطة قضائية مستقلة ترأسها المحكمة العليا. وتتمثل ولاية المحكمة في حماية الدستور وتسوية النزاعات بين الحكومة المركزية والولايات والنزاعات بين الدول وإبطال أي قوانين مركزية أو قوانين تتعارض مع الدستور وحماية الحقوق الأساسية للمواطنين وإصدار الأوامر أو إنفاذها، في حالة الانتهاك.
وتشكل الحكومات، من خلال الانتخابات التي تعقد كل خمس سنوات (ما لم ينص على خلاف ذلك)، من قبل الأحزاب التي تدعي أغلبية الأعضاء في مجلس النواب (لوك سابها في الحكومة المركزية وفيدهان سبها في الولايات). يذكر ان الهند اجرت أول انتخابات عامة لها في عام 1951 وفاز بها المؤتمر الوطنى الهندى وهو حزب سياسى استمر في السيطرة على الانتخابات المتعاقبة حتى عام 1977 عندما تم تشكيل أول حكومة من غير الكونجرس لأول مرة في الهند المستقلة. وشهدت التسعينيات نهاية الهيمنة على الحزب الواحد وازدياد الحكومات الائتلافية. انتخابات 16 لوك سابها، التي عقدت من أبريل 2014 إلى مايو 2014، مرة أخرى جلبت مرة أخرى حكم الحزب الواحد في البلاد، مع حزب بهاراتيا جاناتا تكون قادرة على المطالبة بأغلبية في لوك سابها.
في العقود الأخيرة، أصبحت السياسة الهندية قضية سلالة. ومن الأسباب المحتملة لذلك عدم وجود منظمات حزبية ورابطات مستقلة من المجتمع المدني تحشد الدعم للأطراف وتمول الانتخابات المركزية.

## الدستور
إن دستور الهند، هو من أطول وأكثر الدساتير المستقلة في العالم شمولا، والذي دخل حيز التنفيذ في 26 يناير 1950.
مقدمة الدستور يعرف الهند باعتبارها دولة ذات سيادة، وانها جمهورية اشتراكية وعلمانية وديموقراطية. تمتلك الهند «bicameralism مجلسين تشريعيين» برلمانيين يعملوا «بنظام وستمنستر» البرلماني. كان يوصف شكل الحكومة عادة بال «شبة الاتحادي» مع وجود مركز قوي وولايات اضعف، ولكن نما بصورة متزايدة فيدراليا منذ اواخر عام 1990 كنتيجة للتغيرات السياسية والاقتصادية والاجتماعية.

## الأحزاب والتحالفات السياسية
وبالمقارنة مع البلدان الديمقراطية الأخرى، يوجد في الهند عدد كبير من الأحزاب السياسية. وقد قدر أن أكثر من 200 حزب تشكلت بعد أن أصبحت الهند مستقلة في عام 1947.
بعض ملامح الأحزاب السياسية في الهند هي أن الأحزاب عموما منسوجة حول قادتهم، والقادة يلعبون بنشاط دورا مهيمنا، وأنه يمكن نقل دور القيادة، وبالتالي تميل إلى اتخاذ طريق السلالة. والحزبان الرئيسان في الهند هما حزب بهاراتيا جاناتا والمؤتمر الوطنى الهندى، ويهيمن المؤتمر الوطنى الهندى على السياسة الهندية. على الطيف السياسي اليميني الأيسر، المؤتمر الوطني الهندي هو حزب ثقيل، يسار الوسط، في حين أن حزب بهاراتيا جاناتا هو حزب المحافظين من الناحية المالية، يمين الوسط.

### أنواع الأحزاب السياسية
وهناك أنواع عديدة من الأحزاب السياسية في الهند - الحزب الوطني والإقليمي / الدولة الطرف. يجب على كل حزب سياسي أن يحمل رمزا ويجب تسجيله لدى لجنة الانتخابات في الهند. وتستخدم الرموز في النظام السياسي الهندي كهوية للأحزاب السياسية، حتى يتمكن الأميون أيضا من التصويت عن طريق الاعتراف برموز الحزب.
وفي التعديل الحالي لأوامر الرموز، قامت اللجنة بتضمين المبادئ الخمسة التالية، التي ترى أنها ينبغي أن تحكم النظام السياسي في البلد، وتضع كما هي في حالتها الراهنة:

### التحالفات
الهند لديها تاريخ من التحالفات وانهيار التحالفات. ومع ذلك، هناك ثلاثة تحالفات على الصعيد الوطني في الهند، تتنافس مع بعضها البعض في منصب الحكومة. تعمل الأطراف الأعضاء في وئام لإشباع المصالح الوطنية، على الرغم من أن طرفا يمكن أن تقفز السفن التحالفات الثلاثة:-
- تأسس الائتلاف الديمقراطى الوطنى بقيادة حزب بهاراتيا جاناتا في عام 1998 بعد الانتخابات، شكل الحزب الديمقراطى الوطنى الحكومة على الرغم من ان الحكومة لم تدوم طويلا حيث انسحبت ايادمك من تأييدها مما ادى إلى انتخابات عام 1999، واستأنفت السلطة. وواصلت الحكومة الائتلافية استكمال فترة الخمس سنوات كاملة لتصبح أول حكومة غير كونغرس تقوم بذلك. في الانتخابات العامة عام 2014، عاد التجمع الوطني الديمقراطي مرة أخرى إلى السلطة للمرة الثانية، مع ولاية تاريخية من 336 من أصل 543 مقاعد لوك سابها. وحزب بهاراتيا جاناتا نفسه فاز 282 مقعدا وبالتالي انتخاب ناريندرا مودي رئيسا للحكومة.
- التحالف التحالف التقدمى المتحدة - التحالف بين الوسط واليسار الذي يقوده المؤتمر الوطنى الهندى، تم تشكيل هذا التحالف بعد الانتخابات العامة لعام 2004، حيث شكل التحالف الائتلاف الحكومة. وقد أعيد انتخاب التحالف حتى بعد فقدان بعض أعضائه في انتخابات عام 2009 العامة مع مانموهان سينغ كرئيس للحكومة.
- الجبهة الثالثة - تحالف الأحزاب التي لا تنتمي إلى أي من المخيمات المذكورة أعلاه بسبب بعض القضايا. فهي ليست ملزمة معا بسبب أي تشابه أيديولوجي ولكن أساسا بسبب موقفها من الحفاظ على المسافة مع كل من الأحزاب الرئيسية. وكان أحد الأحزاب في مؤشر أسعار المستهلك التابع للحلف، قبل الانتخابات العامة لعام 2009، عضوا في الحزب الشعبي لتحرير السودان. ولا يوجد لدى الحلف حزب رائد رسمي، ولا تزال الأحزاب الأصغر حجما عموما تحضر وتترك الحلف وفقا للراحة السياسية. العديد من هذه الأحزاب حليف على المستوى الوطني ولكن تتنافس ضد بعضها البعض على مستوى الدولة.

## الحكم المحلي
بانشاياتي راج مؤسسات أو هيئات الحكم الذاتي المحلي تلعب دورا حاسما في السياسة الهندية، لأنه يركز على الإدارة على مستوى الشعب في الهند.
في 24 أبريل 1993، دخل الدستور (التعديل 73)، 1992 حيز النفاذ لتوفير الوضع الدستوري لمؤسسات بانشاياتي راج. وتم توسيع نطاق هذا القانون لتشمل بانشايات في المناطق القبلية في ثماني دول هي أندرا براديش وبيهار وغوجارات وهيماشال براديش وماهاراشترا ومادهيا براديش وأوريسا وراجستان من 24 ديسمبر 1996.

## دور الأحزاب السياسية

الأحزاب الحاكمة الحالية في الولايات والأقاليم الاتحادية في الهند
حزب بهاراتيا جاناتا
التحالف مع حزب بهاراتيا جاناتا
إنك
التحالف مع إنك
أطراف أخرى

كما هو الحال مع أي ديمقراطية أخرى، تمثل الأحزاب السياسية أقسام مختلفة بين المجتمع الهندي والمناطق، وقيمها الأساسية تلعب دورا رئيسيا في سياسات الهند. ويدير كل من السلطة التنفيذية والفرع التشريعي للحكومة ممثلين عن الأحزاب السياسية التي انتخبت من خلال الانتخابات. ومن خلال العملية الانتخابية، يختار شعب الهند أي ممثل، وأي حزب سياسي ينبغي أن يدير الحكومة. ومن خلال الانتخابات يمكن لأي حزب أن يحصل على أغلبية بسيطة في مجلس النواب. وتشكل األحزاب السياسية الئتالفات في حالة عدم حصول أي حزب على أغلبية بسيطة في مجلس النواب. وما لم يكن لحزب أو ائتلاف أغلبية في مجلس النواب، لا يمكن تشكيل حكومة من هذا الحزب أو الائتلاف.
الهند لديها نظام متعدد الأحزاب، حيث يوجد عدد من الأحزاب الوطنية والإقليمية. ويمكن أن يحصل حزب إقليمي على الأغلبية ويحكم دولة معينة. وإذا كان أحد الأطراف ممثلا في أكثر من 4 ولايات، فسوف يطلق عليه اسم حزب وطني. ومن بين 66 عاما من استقلال الهند، حكمت الهند المؤتمر الوطني الهندي (إنك) لمدة 53 من تلك السنوات، اعتبارا من مارس 2014.
وكان الحزب يتمتع بأغلبية برلمانية، وذلك لفترتين قصيرتين خلال السبعينات وأواخر الثمانينيات. وقد توقفت هذه القاعدة بين عامي 1977 و 1980 عندما فاز حزب جاناتا بالانتخابات بسبب السخط العام لحالة الطوارئ المثيرة للجدل التي أعلنتها رئيسة الوزراء آنذاك أنديرا غاندي. فازت جاناتا دال بالانتخابات في عام 1989، ولكن حكومتها تمكنت من الاستمرار في السلطة لمدة عامين فقط.
بين عامي 1996 و 1998، كانت هناك فترة من التدفق السياسي مع تشكيل الحكومة أولا من قبل حزب بهاراتيا جاناتا الوطني (بجب) يليه تحالف الجبهة المتحدة اليسارية. وفي عام 1998 شكل حزب بهاراتيا جاناتا التحالف الديمقراطى الوطنى مع اطراف اقليمية صغيرة واصبح أول حكومة غير انكالية وحكومة ائتلافية لاستكمال فترة خمس سنوات كاملة. وشهدت الانتخابات الهندية عام 2004 فوز المؤتمر الوطني الانتقالي بأكبر عدد من المقاعد لتشكيل حكومة تقود التحالف التقدمي المتحد، وبدعم من الأحزاب اليسارية ومن يعارضون حزب بهاراتيا جاناتا.
في 22 مايو 2004، تم تعيين مانموهان سينغ رئيس وزراء الهند بعد فوز المؤتمر الوطني العراقي والجبهة اليسرى في انتخابات لوك سابها عام 2004. حكمت أوبا الهند دون دعم الجبهة اليسرى. وكان اتال بيهارى فاجبايى قد تولى منصبه في أكتوبر 1999 بعد انتخابات عامة أصبح فيها الائتلاف الوطنى الديمقراطى الذي يضم 13 حزبا يطلق عليه الائتلاف الديمقراطي الوطني أغلبية. في مايو 2014، تم انتخاب ناريندرا مودي من حزب بهاراتيا جاناتا رئيسا للوزراء في الهند.
ويعكس تشكيل حكومات الائتلاف التحول في السياسة الهندية بعيدا عن الأحزاب الوطنية نحو أحزاب إقليمية أصغر حجما وأضيق نطاقا. بعض الأحزاب الإقليمية، وخاصة في جنوب الهند، تتفق بشدة مع أيديولوجيات المنطقة على عكس الأحزاب الوطنية، وبالتالي فإن العلاقة بين الحكومة المركزية وحكومة الولاية في مختلف الولايات لم تكن دائما خالية من الحقد. ويؤدي التفاوت بين أيديولوجيات الأحزاب السياسية التي تحكم المركز والدولة إلى توزيع الموارد بشدة بين الولايات.

## المسائل السياسية

### المسائل الاجتماعية
ويؤدي عدم التجانس في السكان الهنود إلى الانقسام بين مختلف فئات الشعب على أساس الدين والمنطقة واللغة والطائفة والعرق. وقد أدى ذلك إلى ظهور أحزاب سياسية لها جداول أعمال تخدم مجموعة أو مجموعة من هذه المجموعات. وتستهدف الأطراف في الهند أيضا الأشخاص الذين لا يؤيدون الأطراف الأخرى ويستخدمونها كأصل.
إن التركيز الضيق وسياسة بنك الناخبين في معظم الأحزاب، حتى في الحكومة المركزية والسلطة التشريعية المركزية، يحددان قضايا وطنية مثل الرفاه الاقتصادي والأمن القومي. وعلاوة على ذلك، يتعرض الأمن الداخلي أيضا للتهديد لأن حوادث الأحزاب السياسية التي تحرض وتؤدي إلى العنف بين جماعتين متعارضتين من الناس تحدث بصورة متكررة.

### المسائل الاقتصادية
القضايا الاقتصادية مثل الفقر والبطالة والتنمية هي القضايا الرئيسية التي تؤثر على السياسة. وكان غاريبي هاتاو (القضاء على الفقر) شعارا للمؤتمر الوطني الهندي لفترة طويلة. حزب بهاراتيا جاناتا المعروف (بجب) يشجع اقتصاد السوق الحرة. والشعار الأكثر شعبية في هذا المجال هو ساب كا ساث، ساب كا فيكاس (التعاون مع جميع، تقدم للجميع). إن الحزب الشيوعي الهندي (الماركسي) يدعم بقوة السياسة اليسارية مثل الأرض مقابل الجميع، والحق في العمل، ويعارض بشدة السياسات الليبرالية الجديدة مثل العولمة والرأسمالية والخصخصة.

### القانون والنظام
إن الإرهاب والنكسالية والعنف الديني والعنف المتصل بالطائفة قضايا هامة تؤثر على البيئة السياسية للأمة الهندية. وقد حظيت التشريعات الصارمة لمكافحة الإرهاب مثل تادا وبوتا ومكوكا باهتمام سياسي كبير، لصالح وعارض.
وقد أثر الإرهاب على السياسة الهندية منذ تصورها، سواء كان الإرهاب المدعوم من باكستان أو جماعات حرب العصابات الداخلية مثل ناكساليتس. في عام 1991 اغتيل رئيس الوزراء السابق راجيف غاندي خلال حملة انتخابية. وقد ربط الانتحارى فيما بعد بمجموعة نمور تحرير ايلام السريلانكية الارهابية، حيث اتضح في وقت لاحق ان القتل كان عملا انتقاميا لراجيف غاندى الذي أرسل قوات في سريلانكا ضدهم في عام 1987.
وأسفر هدم بابري في 6 ديسمبر 1992 عن طريق الهندوسية كارسيفاكس عن أعمال شغب طائفي في جميع أنحاء البلاد في شهرين، مع أسوأ ما يحدث في مومباي مع ما لا يقل عن 900 قتيل. وقد أعقبت أعمال الشغب تفجيرات مومباي في عام 1993، مما أدى إلى وقوع المزيد من الوفيات.
إن مسائل القانون والنظام، مثل العمل ضد الجريمة المنظمة، مسائل لا تؤثر على نتائج الانتخابات. ومن ناحية أخرى، هناك صلة سياسية-إجرامية. ويوجد لدى العديد من المشرعين المنتخبين قضايا جنائية ضدهم. في يوليو 2008، ذكرت صحيفة واشنطن بوست أن ما يقرب من ربع أعضاء البرلمان الهندي البالغ عددهم 540 يواجهون اتهامات جنائية «بما في ذلك الاتجار بالبشر، ومغادرة الهجرة في البغاء، والاختلاس، والاغتصاب، بل وحتى القتل».

## مكاتب سياسية عالية في الهند

### رئيس الهند
وينص دستور الهند على أن رئيس الدولة ورئيس الاتحاد التنفيذي هو رئيس الهند. ويتم انتخابه لمدة خمس سنوات من قبل هيئة انتخابية تتألف من أعضاء في مجلسي البرلمان وأعضاء المجالس التشريعية في الولايات. والرئيس مؤهل للانتخابات؛ ومع ذلك، في التاريخ المستقل للهند، تم إعادة انتخاب رئيس واحد حتى الآن - راجندرا براساد.
ويعين الرئيس رئيس وزراء الهند من الحزب أو الائتلاف الذي يحظى بأقصى قدر من الدعم من جانب حزب لوك سابها، الذي يرشح الوزراء الآخرين بتوصيته. ويعين الرئيس أيضا قضاة المحكمة العليا والمحكمة العليا. وبناء على توصية الرئيس بأن يجتمع مجلس النواب، وفقط الرئيس لديه سلطة حل لوك سابها. وعلاوة على ذلك، لا يمكن لأي مشروع قانون أقره البرلمان أن يصبح قانونا دون موافقة الرئيس.
ومع ذلك، فإن دور رئيس الهند هو احتفالية للغاية. وتمارس جميع سلطات الرئيس المذكور أعلاه بناء على توصية من مجلس الوزراء الاتحادي، ولا يتمتع الرئيس بقدر كبير من حرية التصرف في أي من هذه المسائل. ولا يتمتع الرئيس أيضا بسلطة تقديرية في ممارسة صلاحياته التنفيذية، حيث أن السلطة التنفيذية الحقيقية تكمن في مجلس الوزراء. والرئيس الحالي هو براناب موخرجي.

### نائب رئيس الهند
مكتب نائب رئيس الهند هو دستوريا ثاني أكبر مكتب في البلاد، بعد الرئيس. وينتخب نائب الرئيس أيضا من قبل هيئة انتخابية تتألف من أعضاء مجلسي النواب.
وكما هو الحال مع الرئيس، فإن دور نائب الرئيس هو أيضا احتفالي، دون أن تكون له سلطة حقيقية. ويملأ نائب الرئيس شاغرا في منصب الرئيس (حتى انتخاب رئيس جديد). وظيفته العادية الوحيدة هي أنه يعمل هو رئيس راجيا سابها. ولا توجد مهام أو سلطات أخرى في المكتب. نائب الرئيس الحالي هو محمد حميد أنصاري.

### رئيس الوزراء ومجلس وزراء الاتحاد
ومجلس وزراء الاتحاد، برئاسة رئيس الوزراء، هو الهيئة التي تتواجد فيها السلطة التنفيذية الحقيقية. ورئيس الوزراء هو رئيس الحكومة المعترف به.
ومجلس وزراء الاتحاد هو هيئة الوزراء التي يعمل معها رئيس الوزراء مع يوما بعد يوم. وينقسم العمل بين مختلف الوزارات إلى مختلف الإدارات والوزارات. ومجلس الوزراء هو هيئة أصغر من الوزراء تقع داخل مجلس الوزراء، وهو أقوى مجموعة من الناس في البلد، ولعب دورا أساسيا في التشريع والتنفيذ على حد سواء.
يجب أن يكون جميع أعضاء مجلس وزراء الاتحاد أعضاء في أي من مجلسي البرلمان في وقت التعيين، أو يجب أن ينتخب / يرشح إلى أي من المجلسين في غضون ستة أشهر من تعيينهم.
ومجلس وزراء الاتحاد هو الذي ينسق جميع السياسات الخارجية والمحلية للاتحاد. وهي تمارس سيطرة هائلة على الإدارة والمالية والتشريع والجيش، وما إلى ذلك. ورئيس مجلس الوزراء الاتحادي هو رئيس الوزراء. رئيس وزراء الهند الحالي هو نارندرا مودي.

### حكومات الولايات
الهند لديها شكل اتحادي للحكومة، وبالتالي كل دولة لديها أيضا حكومتها الخاصة. السلطة التنفيذية لكل ولاية هي الحاكم (أي ما يعادل رئيس الهند)، الذي دوره هو الاحتفالية. وتقع السلطة الحقيقية مع رئيس الوزراء (أي ما يعادل رئيس الوزراء) ومجلس الدولة للوزراء. وقد يكون للدول إما مجلس تشريعي واحد أو مجلسين، يتفاوت من دولة إلى أخرى. كما أن رئيس الوزراء ووزراء الدولة الآخرين هم أيضا أعضاء في الهيئة التشريعية.

### السلالات في السياسة الهندية
في العقود الأخيرة، أصبحت السياسة الهندية قضية سلالة. والأسباب الكامنة وراء هذه الحالة يمكن أن تكون غياب منظمة حزبية، وجمعيات مستقلة للمجتمع المدني تحشد الدعم للحزب، وتمويل مركزي للانتخابات. وينظر إلى هذه الظاهرة على الصعيد الوطني وكذلك على مستوى الدولة. ومن الأمثلة على السياسة الحاكمة أسرة نهرو - غاندي التي أنتجت ثلاثة رؤساء وزراء هنود، فضلا عن قيادة حزب المؤتمر. وعلى مستوى الدولة أيضا، يقود عدد من الأحزاب السياسية أفراد الأسرة من القادة السابقين. على سبيل المثال، أخيلش ياداف، رئيس وزراء أوب هو ابن مولايام سينغ ياداف الذي شغل هذا المنصب من قبل.